# 京田辺市消防本部
京田辺市消防本部（きょうたなべししょうぼうほんぶ）は、京都府京田辺市の消防部局（消防本部）。管轄区域は京田辺市、綴喜郡井手町及び宇治田原町の全域。井手町及び宇治田原町は京田辺市に常備消防事務を委託している。

## 概要
- 消防本部：京田辺市田辺78
- 管内面積：119.21km2
- 職員定数：101人
- 消防署1カ所、分署3カ所
- 主力機械（2024年4月1日現在）
  - 普通消防ポンプ自動車：1
  - 水槽付消防ポンプ自動車：５
  - はしご付消防自動車：1
  - 化学消防自動車：1
  - 救急自動車：5
  - 救助工作車：1
  - 指揮隊車：１
  - 司令車：１
  - 予防指令車：１
  - 活動支援車：１
  - 予防査察車：１
  - 資機材搬送車：１
  - 支援車：１
  - 指揮支援車：３

## 沿革
- 1970年12月1日　田辺町消防本部・田辺町消防署を設置。
- 1992年12月1日　井手分署・宇治田原分署を開設し、井手町・宇治田原町の消防受託業務を開始。
- 1997年4月1日　市制施行に伴い、京田辺市消防本部・京田辺市消防署に改称。
- 1998年4月1日　北部分署を開設。

## 組織
- 本部 - 消防総務課、予防課
- 消防署 - 消防第1係、消防第2係、消防第3係、救急1係、救急2係、救急3係、通信指令室

## 消防署
| 消防署         | 住所           | 分署 |
| -------------- | -------------- | --- |
| 京田辺市消防署 | 京田辺市田辺78 | 北部：京田辺市花住坂2-20 井手：綴喜郡井手町大字井手小字尾ノ山34-1 宇治田原：綴喜郡宇治田原町大字立川小字平岡49-1 |